# Sumub Kidul
Sumub Kidul is een bestuurslaag in het regentschap Pekalongan van de provincie Midden-Java, Indonesië. Sumub Kidul telt 3071 inwoners (volkstelling 2010).